# Shahpura (Dindori)
Shahpura é uma cidade e uma nagar panchayat no distrito de Dindori, no estado indiano de Madhya Pradesh.

## Geografia
Shahpura está localizada a 23° 08′ N, 79° 40′ L. Tem uma altitude média de 381 metros (1249 pés).

## Demografia
Segundo o censo de 2001, Shahpura tinha uma população de 9 449 habitantes. Os indivíduos do sexo masculino constituem 51% da população e os do sexo feminino 49%. Shahpura tem uma taxa de literacia de 71%, superior à média nacional de 59,5%: a literacia no sexo masculino é de 79% e no sexo feminino é de 62%. Em Shahpura, 13% da população está abaixo dos 6 anos de idade.